# Physena
Physena,  maleni biljni rod smješten u vlastitu porodicu Physenaceae, dio reda klinčićolike. Postoje dvije vrste, obje endemi s Madagaskara.

## Vrste
1. Physena madagascariensis Steud.
2. Physena sessiliflora Tul.